# 練習曲作品25第2號 (蕭邦)

練習曲作品25第2號之開頭 The Bees

練習曲作品25第2號是蕭邦的一首練習曲作品，出版於1837年。此曲為F小調，2/2拍，急板，它由右手一連串八分音符的三連音與左手一連串四分音符的三連音組成。此曲也被稱作“蜜蜂”或“陀螺”。此曲也被选为众多业余钢琴考级曲目，此曲为中央音乐学院业余钢琴九级的练习曲。

## 改编作品
- 戈多夫斯基寫了四首鋼琴改編作品，當中第三首共有兩個版本，第四首以左手彈奏
- 勃拉姆斯的五首練習曲（Anh.1a/1）第一首為此曲改編，成为他其中最艰难的钢琴曲目之一。

## 外部連結
- 蕭邦練習曲分析 （页面存档备份，存于）（英文）
- 来自乌托邦计划（英语：Mutopia Project）的多种格式乐谱 （页面存档备份，存于）
- 練習曲 Op. 25：国际乐谱典藏计划上的乐谱